# Černovice (přírodní památka)
Černovice jsou přírodní památka východně od obce Černovice v okrese Chomutov. Důvodem vyhlášení chráněného území je ochrana lokality s výskytem roháče obecného a jeho biotopu.

## Historie
Les u Černovic je pozůstatkem rozsáhlejšího lesa, který v minulosti fungoval jako výmladková pařezina a pastevní les. Opuštění těchto způsobů hospodaření a odstraňování vytěženého dřeva vedlo ke zhoršení životních podmínek roháče obecného.
Chráněné území vyhlásil krajský úřad Ústeckého kraje dne 22. února 2012. Přírodní památka je v Ústředním seznamu ochrany přírody evidována pod číslem 5919, spravuje ji Krajský úřad Ústeckého kraje a je součástí evropsky významné lokality Černovice vyhlášené dne 15. dubna 2005 s rozlohou 13,694 hektaru.

## Přírodní poměry
Přírodní památka měří 12,998 hektaru a nachází se v nadmořské výšce 356–384 metrů v katastrálních územích Černovice u Chomutova a Spořice. Její severní hranici tvoří koryto Podkrušnohorského přivaděče, který převádí vodu z povodí Ohře do povodí Bíliny a zásobuje vodou průmyslové podniky na litvínovsku. Z hlavního koryta se odděluje tzv. Přivaděč II, který napájí Panský rybník u Spořic a odvádí část vody do Hačky. Vede podél krátkého úseku severovýchodní hranice chráněného území a poté je dělí na dvě oddělené části. Na jihu hranici vymezuje železniční trať Chomutov–Cheb.
Geologické podloží je tvořeno neogenními písky, štěrky, jíly s podřadně uloženými slojemi hnědého uhlí. Z půdních typů se vyskytuje fluvizem modální podél drobného vodního toku, na kterou navazují kambizemě modální a dystrické. Podle Půdní mapy ČR je však v celém území jediným půdním typem pseudoglej modální. V geomorfologickém členění Česka lokalita leží v Mostecké pánvi, v podcelku Chomutovsko-teplická pánev a okrsku Březenská pánev. Celé území se mírně svažuje směrem k jihu. V rámci Quittovy klasifikace podnebí Černovice leží v mírně teplé oblasti MT7, pro kterou jsou typické průměrné teploty −2 až −3 °C v lednu a 16–17 °C v červenci. Roční úhrn srážek dosahuje 650–750 milimetrů.

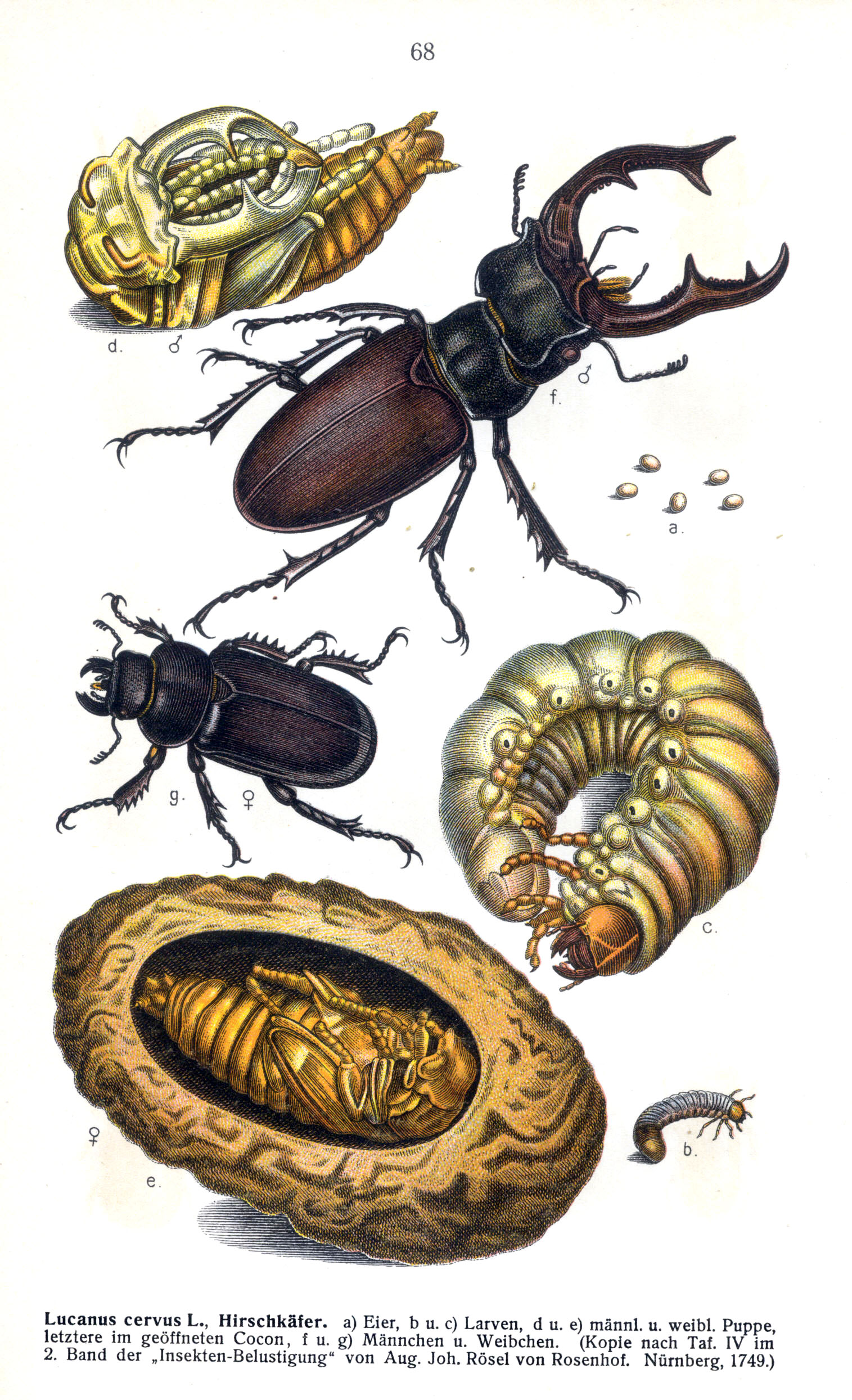
Životní stádia roháče obecného

Přírodní památka je tvořena doubravou, která patří mezi hercynské dubohabřiny s převládajícím dubem letním (Quercus robur), dubem zimním (Quercus petraea) a hojně vtroušenou borovicí lesní (Pinus sylvestris). V jejich podrostu, negativně ovlivněném eutrofizací, rostou běžné rostliny jako jestřábník zední (Hieracium murorum), lipnice hajní (Poa nemoralis), ptačinec velkokvětý (Stellaria holostea), jaterník podléška (Hepatica nobilis), sasanka hajní (Anemone nemorosa) a violka lesní (Viola reichenbachiana).
Důvodem vyhlášení chráněného území je výskyt desítek jedinců ohroženého roháče obecného (Lucanus cervus). Vzhledem k charakteru lesa jeho populace stagnuje. K její podpoře je zavedena řada opatření, která spočívají ve snižování podílu borovice a zvýšení věkové různorodosti stromů. Při lesnických aktivitách je nezbytné ponechávat v lese dostatek mrtvého dřeva (stojících suchých i padlých stromů a větví).

## Přístup
Chráněné území je volně přístupné z polní cesty, která vede podél jeho severního okraje z Černovic do Chomutova.